# José de Zúñiga y la Cerda
José de Zúñiga y la Cerda (1654-1725) fue un noble español, maestre de campo, gobernador de la Florida y gobernador de Cartagena de Indias.

## Biografía
Sirvió veintisiete años en los tercios españoles de Flandes, llegando al grado de maestre de campo. Participó en la defensa de la plaza de Melilla sitiada por fuerzas marroquíes de la dinastía alauí. 
El rey Carlos II de España lo nombró el 30 de enero de 1699 gobernador y capitán general de la Florida. El juramento de cumplir con su deber y con las instrucciones dadas en el nombramiento lo otorgó ante el Tribunal (Presidente y jueces oficiales) de la Casa de Contratación de Sevilla, el 20 de mayo de 1699. Se le dio licencia para llevar cuatro criados solteros. Se embarcó en la flota a Nueva España al mando del general Manuel de Velasco y Tejada el 23 de mayo de 1699.
Fue Gobernador de la Florida desde 1700 hasta el año de 1712. Durante su gobierno hizo mejorar el castillo y defensas de la ciudad de San Agustín, capital de la gobernación. Entre el 10 de noviembre y el 26 de diciembre de 1702 el castillo fue sitiado por tropas inglesas al mando del coronel Moore, quien no pudiendo tomarlo debido a la tenaz defensa del gobernador don José de Zúñiga, hizo en venganza poner fuego a la ciudad. Los ingleses y sus aliados indios se dieron a la fuga con la llegada de una flotilla de socorro mandada por don Esteban de Berroa y por el capitán don Lope de Solloso, al frente de un destacamento integrado por reclutas gallegos y milicianos habaneros.
A la muerte del gobernador de Cartagena de Indias Juan Díaz Pimienta en 1706 fue nombrado gobernador de Cartagena de Indias, cargo que tomó en posesión en 1712 y ejerció hasta 1718.
Regreso a España en el único barco que se salvó de la desgraciada flota del almirante Antonio Ubilla, que se perdió en las Bahamas.